# S'Espardell

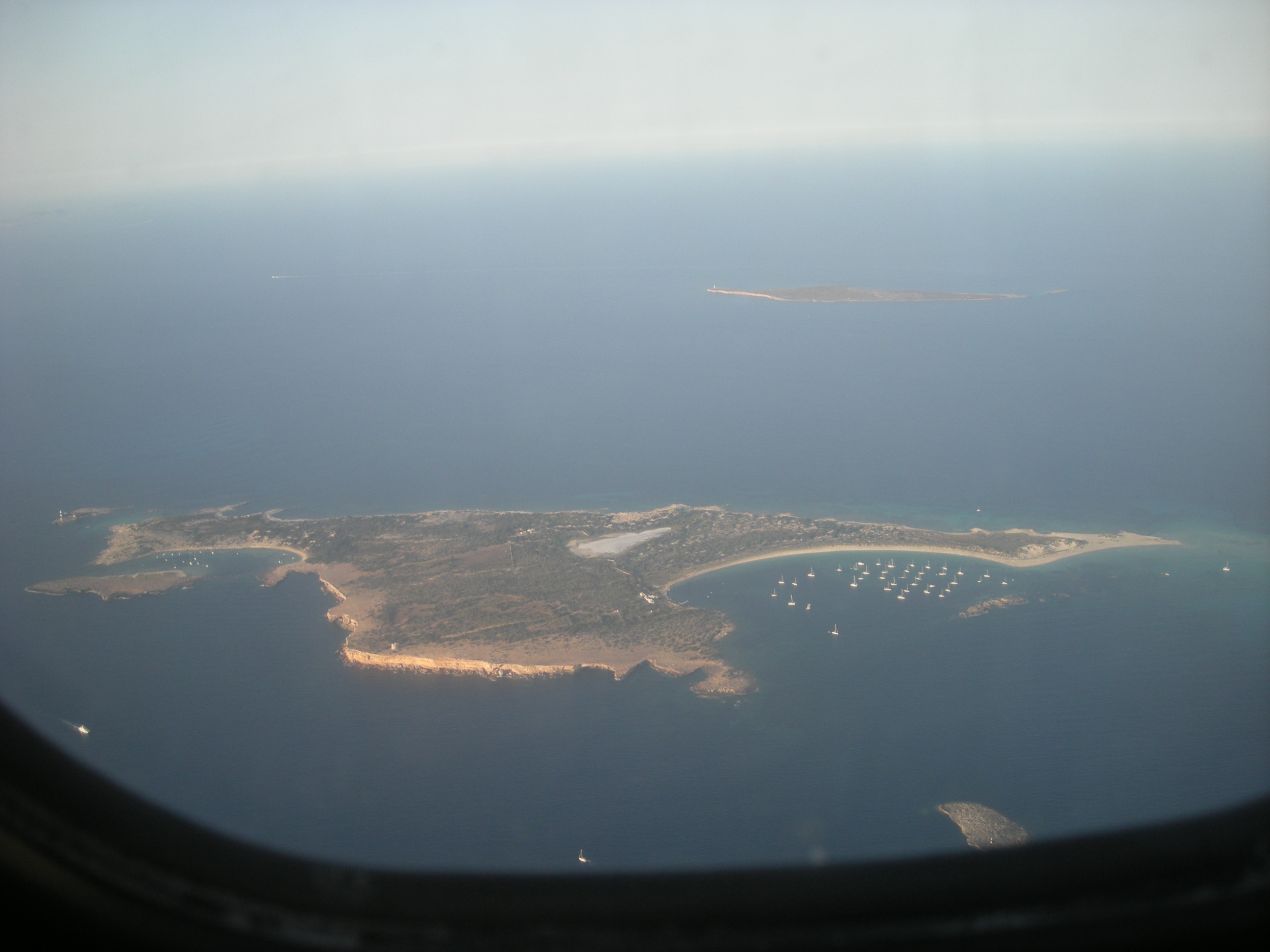
S'Espalmador en primer pla i S'Espardell, darrere

S'Espardell és una illa de les Pitiüses. Pertany al municipi de Formentera i està inclosa en el Parc natural de ses Salines. Està situada a 4 km a l'est de s'Espalmador i a 8 km al nord de la punta Pedrera de Formentera. A 100 m al sud-est de l'illa es troba l'illot s'Espardelló. Els dos noms són diferents diminutius de la planta de l'espart (Stipa tenacissima).

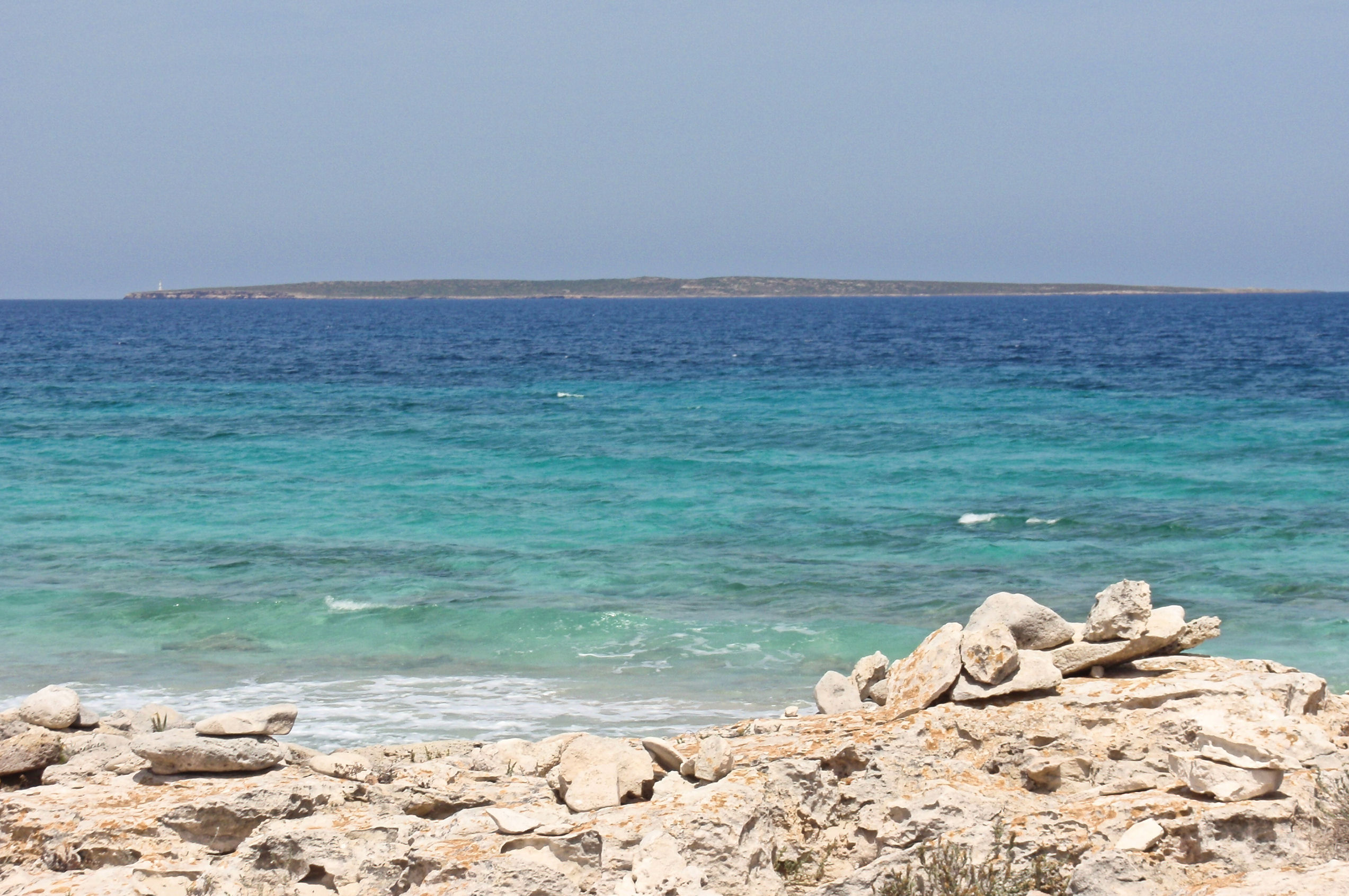
Vista de s'Espardell des de la punta des Trucadors de Formentera

La llargària, entre la punta de Tramuntana i la punta de Migjorn, és de 1.570 m i la superfície total és de 0,6 km². A la part central l'illa s'eixampla formant a llevant la punta de sa Galera. La costa és abrupta i només disposa d'un petit embarcador a ponent anomenat es Mollet. A la punta de Tramuntana hi ha el far de s'Espardell, de 53 m d'altitud i situat a les coordenades 38° 48.2′ N, 1° 28.6′ E / 38.8033°N,1.4767°E. La superfície és relativament plana i l'altitud màxima és de 30 m al punt anomenat es Cocons de s'Espardell.
Geològicament l'illa és calcària. El litoral de ponent està format per marès que arriba fins a 14 m d'altitud i és el resultat de la compactació de grans calcaris i fragments d'organismes marins. La resta de l'illa està recoberta d'una crosta calcària formada per la salinització per evaporació del substrat de marès. Aquesta constitució calcària ha provocat la formació de coves importants: la cova de s'Almànguena orientada cap a llevant -també anomenada com a cova des Corb Marí- i la cova de sa Sitja.
Destaca la presència de la mateixa subespècie de sargantanes que a Formentera (Podarcis pityusensis sbsp. formenterae) i importants colònies d'aus marines com la gavina de bec roig (Larus audouinii), el corb marí (Phalacrocorax aristotelis) i el virot (Puffinus mauretanicus).
Tradicionalment els formenterers els han utilitzat per a la pràctica de la pesca, per a virotar i per a cercar d'ous de gavina. A ponent es troben les restes d'una torre de defensa d'origen musulmà.